# Daniel David
Pour les articles homonymes, voir David.
Daniel David, né le 5 octobre 1949 à Paris, est un footballeur français. Attaquant, il a principalement évolué chez les professionnels en deuxième division, avec une parenthèse de deux ans en Division 1, au Stade rennais.

## Biographie
Né à Paris le 5 octobre 1949, Daniel David passe professionnel sous les couleurs de Paris-Joinville, et fait ses débuts en Division 2 en 1970-1971. Il y réalise des performances prometteuses, qui lui permettent d'être recruté par le Stade rennais en 1972, et donc de découvrir la première division. Lors de sa première saison en Bretagne, il dispute vingt-sept matchs et marque huit buits. Sur son aile gauche, il écarte notamment la concurrence de l'Argentin Ricardo Cherini.
Lors de la saison 1973-1974, Daniel David ne joue cependant que dix matchs, pour un but marqué. Il finit par quitter le Stade rennais pour retourner en Division 2, et rejoint alors l'US Dunkerque, club avec lequel il réalise deux saisons pleines à ce niveau. Entre 1976 et 1978, enfin, il joue sous les couleurs de l'Entente Bagneaux-Fontainebleau-Nemours, retrouvant du même coup l'Île-de-France.

## Statistiques
Le tableau suivant récapitule les statistiques de Daniel David durant sa carrière professionnelle,.
| Saison                | Club                  | Championnat           | Championnat | Championnat | Coupe(s) nationale(s) | Coupe(s) nationale(s) | Total | Total |
| Saison                | Club                  | Division              | M.          | B.          | M.                    | B.                    | M.    | B.    |
| 1970-1971             | Paris-Joinville       | D2                    | 7           | 1           | 0                     | 0                     | 7     | 1     |
| 1971-1972             | Paris-Joinville       | D2                    | 30          | 5           | 0                     | 0                     | 30    | 5     |
| 1972-1973             | Stade rennais         | D1                    | 27          | 8           | 0                     | 0                     | 27    | 8     |
| 1973-1974             | Stade rennais         | D1                    | 10          | 1           | 0                     | 0                     | 10    | 1     |
| 1974-1975             | US Dunkerque          | D2                    | 34          | 3           | 1                     | 0                     | 35    | 3     |
| 1975-1976             | US Dunkerque          | D2                    | 34          | 6           | 5                     | 2                     | 39    | 8     |
| 1976-1977             | Entente BFN           | D2                    | 32          | 7           | 1                     | 0                     | 33    | 7     |
| 1977-1978             | Entente BFN           | D2                    | 9           | 0           | 0                     | 0                     | 9     | 0     |
| Total sur la carrière | Total sur la carrière | Total sur la carrière | 183         | 31          | 7                     | 2                     | 190   | 33    |